# Hypothèse de Sapir-Whorf
Pour les articles homonymes, voir Sapir.

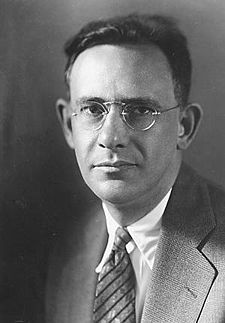
Photo d'Edward Sapir vers 1910.

En linguistique et en anthropologie, l’hypothèse de Sapir-Whorf soutient que les représentations mentales dépendent des catégories linguistiques, autrement dit que la façon dont on perçoit le monde dépend du langage. Cette forme de relativisme culturel et de déterminisme linguistique a été développée par l'anthropologue américain Edward Sapir puis défendue de façon radicale par son élève, Benjamin Lee Whorf. Telle que formulée par ces auteurs, il ne s'agit pas à proprement parler d'une hypothèse scientifique mais plutôt d'une vision générale du rôle du langage dans la pensée que Whorf illustre à travers l'exemple des noms de la neige en esquimau, qui disposerait, selon lui, de trois mots pour désigner la neige là où l'anglais n'en aurait qu'un seul (snow) si bien que « pour un esquimau, ce terme générique [snow] serait pratiquement impensable ».
Cette thèse est au cœur d'une importante controverse de l'histoire de l'anthropologie cognitive : au début des années 1960, les psychologues Roger Brown et Eric Lenneberg ont entrepris de véritablement tester l'hypothèse de Sapir-Whorf à partir d'observations expérimentales et montrent que le lexique des couleurs semble avoir une influence réelle sur la perception et la mémoire de celles-ci par des locuteurs parlant des langues différentes. Finalement, une étude à large échelle comparant les termes de couleurs dans plusieurs dizaines de langues menée par les anthropologues Brent Berlin (en) et Paul Kay (en) tend à invalider l'hypothèse de Sapir-Whorf : montrant l'organisation hiérarchique quasi universelle du lexique des couleurs, ils concluent à l'inverse que c'est l'organisation des catégories mentales qui détermine les catégories linguistiques. Bien que rejetée dans sa version radicale, la thèse de Sapir-Whorf a toutefois rencontré un regain d'intérêt à la fin du XXe siècle dans le cadre de travaux expérimentaux[réf. nécessaire] montrant que le langage pouvait bel et bien avoir un effet, parfois faible mais néanmoins mesurable, sur la perception et la représentation de l'espace, du temps et des émotions.

## Relativisme linguistique chez Sapir et Whorf

### Avant Sapir et Whorf

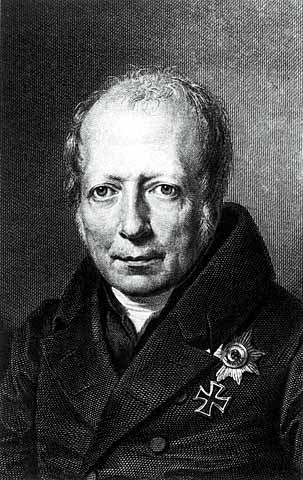
Wilhelm von Humboldt, un tenant du relativisme linguistique au XIX.

Savoir quel rôle joue le langage dans notre représentation du monde est une question de philosophie du langage qui concerne aussi la philosophie de l'esprit. L'étude des enfants sauvages a apporté quelques éléments sur la question, ainsi que celle des progrès cognitifs de Gaspard Hauser.
L'examen des relations entre les mots et les concepts est déjà présent dès le Cratyle de Platon. Il se retrouve, au XVIIe et XVIIIe siècles, lié aux controverses entre empirisme et rationalisme. Emmanuel Kant, dans Critique de la raison pure, présume l'existence de concepts a priori (préexistant donc à tout apprentissage d'un langage). D'autres  s'interrogent sur une origine sociale des langues et sur l'universalité ou non de la pensée : Jean-Jacques Rousseau écrit un Essai sur l'origine des langues. Leibniz repose la question dans son Dialogue sur la relation des choses et des mots, puis dans ses Nouveaux Essais, où il écrit à propos du langage : « il sert à l'homme à raisonner à part soi, tant par le moyen que les mots lui donnent de se souvenir des pensées abstraites, que par l'utilité qu'on trouve en raisonnant à se servir de caractères ».
L'idée que le langage conditionne la pensée sera reprise par plusieurs penseurs jusqu'au XXe siècle : « Les limites de mon langage signifient les limites de mon propre monde » écrit Wittgenstein dans son Tractatus logico-philosophicus (1918). Saussure nomme ce phénomène plan du contenu pour exprimer que des réalités n'ayant pas de correspondance dans un langage seront plus laborieusement exprimables.
Claude Lévi-Strauss articulera sur cette question son étude Le Cru et le Cuit : un peuple ne connaissant pas la cuisson des aliments n'aura naturellement pas de mot pour dire cuit, mais n'en aura de ce fait pas davantage pour dire cru. Cette idée que l'opposition est nécessaire pour distinguer les caractéristiques de quoi que ce soit se retrouve dans les textes de Hegel concernant la nécessité selon lui que Dieu, s'il existe, soit trinitaire afin de se percevoir lui-même et aussi de percevoir ce que signifie cette perception.
Wilhelm von Humboldt, précurseur de la linguistique moderne, ébauche déjà ce qui sera l'hypothèse de Sapir-Whorf. Dans son ouvrage posthume, Sur la diversité de construction des langues et leur influence sur le développement de la pensée humaine, il suggère que « la pensée, cependant, ne dépend pas seulement de la langue en général, mais, dans une certaine mesure, aussi de chaque langue individuelle déterminée ». Humboldt distingue en cela le rôle du langage en tant que faculté intellectuelle de la langue particulière pratiquée par le locuteur.
Le travail de Humboldt a fait l'objet de plusieurs études en français (voir Jürgen Trabant (de) et Henri Meschonnic). Son projet ethnolinguistique consistant à explorer les visions du monde selon les langues et à travers les discours est mieux connu qu'autrefois en France. Dans les pays anglophones, Humboldt demeure moins connu malgré le travail de Langham Brown et Manchester. Parmi les linguistes qui travaillent sur cette idée, on trouve Wierzbicka[réf. souhaitée], fondatrice du Natural Semantics Method et Underhill[réf. souhaitée], fondateur du Rouen Ethnolinguistics Project (REP).

### Anthropologie d'Edward Sapir
La thèse de Sapir est exposée dans cet extrait souvent cité :

« Le fait est que la « réalité » est, dans une grande mesure, inconsciemment construite à partir des habitudes linguistiques du groupe. Deux langues ne sont jamais suffisamment semblables pour être considérées comme représentant la même réalité sociale. Les mondes où vivent des sociétés différentes sont des mondes distincts, pas simplement le même monde avec d'autres étiquettes. »

— Détrie, Siblot, Vérine
Le débat autour de la relativité linguistique est embrouillé par l'ambiguïté, maintenue, autour des notions de champ notionnel et de champ sémantique.
La relativité linguistique invalide la compréhension essentialiste du nom qui implique que :

« Pour certaines personnes la langue, ramenée à son principe essentiel, est une nomenclature, c'est-à-dire une liste de termes correspondant à autant de choses »

— Détrie, Siblot, Vérine
Pour passer d'une langue à une autre, il suffirait alors de changer d'étiquettes. La difficulté de la traduction automatique montre encore de nos jours à quel point la tâche est peu aisée.

### Radicalisme de Benjamin Lee Whorf
La théorie de la relativité linguistique de Sapir et Whorf n'entend pas étudier la diversité des langues pour en dégager des différences de perception du monde, mais formuler une hypothèse selon laquelle la langue détermine la pensée et implique une vision du monde singulière, tout en catégorisant les données les plus essentielles de celle-ci (le temps et l'espace) d'une manière appropriée suivant la langue que l'on parle.
L'être humain n'est pas libre de conceptualiser les choses hors de sa langue, mais ce processus est conditionné par celle-ci, qui organise son esprit dans la perception du monde. Ce que nous entendons, voyons ou percevons n'est que l'œuvre de notre pensée influencée par notre langue maternelle.
Whorf a comparé, pour formuler cette hypothèse, les structures linguistiques de l'anglais et celles du peuple hopi pour identifier l'influence de la langue sur la pensée et démontrer que cette influence entraîne une différence de perception du monde. Il montre que les structures grammaticales faisant référence au temps et à l'espace sont quasiment inexistantes dans la langue hopi et que ces structures sont présentes dans l'anglais. Cette formulation implique l'hypothèse selon laquelle ces deux peuples ne conçoivent pas le temps et l'espace d'une manière similaire.
Whorf considère que c’est la perception qui doit permettre de mettre au jour les invariants cognitifs à partir desquels on peut montrer comment se constitue la diversité des langues. Pour Whorf, il y a donc invariance du monde tel qu’il est expérimenté par les humains dans leur schèmes de perception. Ce qui suppose que le monde est stable, que les processus cognitifs relevant de la perception sont véritablement universels et que c’est à l’intérieur de ces limites qu’apparaît la diversité linguistique — ce qui varie, ce sont les éléments qui sont choisis comme pertinents dans une expérience perceptive commune à tous.
D’où vient que le « choix » de ces éléments puisse être si différent d'une culture à l'autre ? Whorf fait dériver ce choix de causes environnementales et c’est pourquoi le « choix » n’est pas individuel mais collectif.

## Recherches empiriques sur l’hypothèse de Sapir-Whorf
D’après la thèse du relativisme linguistique, notamment associée aux linguistes Edward Sapir et Benjamin Lee Whorf, différentes langues correspondent à différents modes de pensée. Depuis les années 60, cette thèse a suscité de nombreuses recherches empiriques. Ces recherches remettent généralement en cause la version forte du relativisme linguistique, selon laquelle le langage déterminerait la pensée,. Par exemple, une étude de Malt et al. (1999) a montré que, bien que des langues comme l’anglais, le mandarin et l’espagnol révèlent une grande variabilité dans la façon de nommer les objets, les locuteurs de ces langues catégorisent ces objets de façon remarquablement homogène, en tenant compte de la similarité physique et fonctionnelle des objets plutôt que de la similarité linguistique des noms correspondants dans leurs langues respectives. Cependant, plusieurs études suggèrent que le langage peut avoir un effet, parfois faible mais néanmoins mesurable, sur la perception et la représentation dans un certain nombre de domaines, comme la représentation des couleurs et l’interprétation des noms avec un genre grammatical. Ces recherches mettent également en évidence la difficulté à démêler la causalité linguistique d’une causalité plus largement culturelle,.

### Cas du temps
L'idée que le temps grammatical influe sur la représentation cognitive du temps a été avancée de façon célèbre dans les travaux de Benjamin Whorf sur le hopi, une langue uto-aztèque du Nord parlée aux États-Unis, dans le Nord-Est de l'Arizona. Dans un texte intitulé An American Indian model of the Universe, Benjamin Whorf écrit que cette langue ne possède aucune expression temporelle et que, par conséquent, les locuteurs du hopi ne conçoivent pas le temps de façon linéaire comme les locuteurs des langues européennes. Cette position radicalement relativiste a été remise en cause par le linguiste Ekkehart Malotki (en), qui a montré que le hopi possédait un lexique temporel riche, avec des mots signifiant « demain », « temps », « tôt », etc. (voir polémique sur le temps hopi).
Plus récemment, l’économiste Keith Chen a avancé, sur la base d’une étude de corrélation à grande échelle, que la façon dont les langues expriment le futur a une influence sur les comportements économiques des locuteurs de ces langues, : les locuteurs de langues exprimant le futur au moyen d’un présent formel (par ex. l’allemand ou le mandarin) auraient tendance à plus économiser que les locuteurs de langues exprimant le futur au moyen d’une forme distincte du présent (par ex. l’anglais). D’après Chen, cette corrélation s’expliquerait par le fait que l’absence de distinction grammaticale entre présent et futur rendrait le futur plus présent, favorisant ainsi des comportements plus économes. Cette analyse a néanmoins été remise en partie en cause par une étude ultérieure de Chen, qui montre que la corrélation disparaît ou en tout cas devient beaucoup plus faible quand on contrôle des facteurs culturels qui n’avaient pas été pris en compte dans la première étude. D’un point de vue linguistique, ces études présentent le défaut d’associer une langue à un type de système temporel unique (absence ou présence de futur), alors que plusieurs systèmes peuvent cohabiter dans une même langue. Par exemple, l’allemand, qui est catégorisée comme une langue sans futur par Chen, peut en fait certes exprimer le futur avec le présent mais également avec une périphrase distincte du présent, impliquant l’auxiliaire werden et l’infinitif. Le français peut également exprimer le futur au moyen d’une forme du présent (par exemple « Je pars à Paris demain »).

### Cas de l’espace
Les langues peuvent exprimer les relations spatiales entre des éléments soit en utilisant un cadre de référence absolu (par exemple les points cardinaux, dans la phrase « New York est au nord de Washington ») soit en utilisant un cadre de référence relatif (par exemple le locuteur de la phrase dans la phrase « New York est à droite de Washington »).  En français, le cadre de référence privilégié dans les interactions quotidiennes est relatif. Dans certaines langues, le cadre de référence relatif est inexistant, même pour l'environnement immédiat du locuteur : dans ces langues, on dirait par exemple « Ma cuillère est à l’ouest de ma tasse » là où un francophone dirait « Ma cuillère est  à gauche/à droite/devant/derrière (de) ma tasse ». 
Les chercheurs Levinson et al. (2002) font l'hypothèse que cette différence linguistique cause une différence de raisonnement spatial, en accord avec l'hypothèse de Sapir-Whorf. Leur argument s'appuie sur une comparaison entre des locuteurs du tzeltal, une langue maya parlée au Mexique qui n’a qu’un cadre de référence absolu, et des locuteurs néerlandophones, qui utilisent le cadre de référence relatif dans leurs interactions quotidiennes. Dans l’expérience menée par ces chercheurs, des objets étaient d’abord présentés aux participants sur une table. Dans un deuxième temps, les participants devaient replacer ces objets sur une table qui se trouvait derrière eux, en gardant pour les objets la même orientation que celle qu’ils avaient sur la première table. Les chercheurs ont observé que participants tzeltal et néerlandophones plaçaient les objets différemment sur la deuxième table : les participants tzeltal plaçaient les objets de la même façon par rapport à un repère absolu, tandis que les néerlandophones replaçaient les objets de la même façon par rapport à eux-mêmes (dans un cadre de référence relatif). Levinson et al. (2002) interprètent ce résultat comme une influence du cadre de référence linguistique sur le raisonnement spatial. 
Ces résultats ont été remis en cause par Li et Gleitman (2002), qui ont remarqué que les deux groupes de participants avaient été testés dans des conditions spatiales très différentes : les locuteurs tzeltal étaient dans un environnement qui leur était familier, à l’extérieur et proches d’une maison, alors que les néerlandophones étaient dans un laboratoire, à l’intérieur. D’après Li et Gleitman, la différence de comportement entre les deux groupes de locuteurs est liée à cette différence de conditions expérimentales : la structure de l'environnement spatial des locuteurs peut influer sur leur choix d'un cadre de référence. À l’appui de leur hypothèse, les auteurs montrent qu’il est possible d’induire un cadre de référence absolu chez des anglophones en introduisant un point de référence saillant dans le contexte de passation de l’expérience. Les auteurs avancent que les sociétés archaïques, où une petite communauté vit dans un espace restreint, avec des repères géographiques connus de tous, favorisent un cadre de référence absolu, alors que les sociétés modernes, où il n’y a pas de point de référence commun à tous les locuteurs et où le corps de l’observateur est la seule constante dans un environnement spatialement variable, favorisent un cadre de référence relatif. Ce raisonnement inverse la causalité par rapport à l’hypothèse de Sapir-Whorf : les différences de système linguistique et les préférences pour un cadre de référence spécifique dans le raisonnement spatial proviennent de la structure de la société et de son environnement.

### Cas des couleurs
Dans le domaine de la perception des couleurs, deux thèses s’opposent sur le rôle à accorder au langage. D’après l’hypothèse universaliste, les catégories perceptuelles sont influencées par le système visuel humain, indépendamment du langage. D’après l’hypothèse relativiste, les catégories perceptuelles sont construites à travers le langage. Les anthropologues Brent Berlin et Paul Kay ont testé ces deux hypothèses de façon indirecte, en se demandant si la façon de nommer les couleurs était essentiellement le fruit de conventions arbitraires à travers les langues. Si des contraintes universelles fortes régissent les systèmes de noms de couleurs à travers les langues, alors cela suggère une forte autonomie des catégories perceptuelles par rapport au langage, en accord avec l’hypothèse universaliste. Si au contraire les systèmes de couleurs sont très variés à travers les langues, alors cela suggère qu’il n’y a pas d’universaux en matière de catégorisation des couleurs, en accord avec l’hypothèse relativiste. Sur la base d’une étude des noms de couleurs dans 98 langues, Berlin et Kaye concluent que ces systèmes sont très contraints. Par exemple, tous les systèmes de couleurs qu’ils ont étudié distinguent le noir et le blanc (ou le clair et le sombre). Tous les systèmes de couleur qui ont un mot pour le vert ont également un mot pour le rouge, mais le contraire n’est pas nécessairement vrai. Berlin et Kaye concluent que ces universaux ne peuvent s’expliquer que si  le système linguistique des noms de couleurs est fortement contraint par le système perceptuel humain à travers les communautés linguistiques, ce qui inverse la causalité par rapport à l’hypothèse de Sapir-Whorf. 
Des études plus récentes ont cependant trouvé une influence subtile de la façon de nommer les couleurs sur la perception des couleurs. Parmi ces études, l’étude de Winawer et al. (2007) a détecté un avantage pour les russophones par rapport aux anglophones dans la discrimination entre deux nuances de bleu qui correspondent à deux mots distincts en russe (goluboy et siny) mais à un seul mot en anglais (blue). Les participants (anglophones et russophones) devaient juger parmi deux stimuli bleus qui leur étaient présentés lequel était identique à un troisième stimulus bleu. Les résultats montrent que les russophones répondaient plus rapidement quand les deux bleus provenaient des deux catégories de bleu correspondant à goluboy et siniy que lorsqu'ils provenaient de la même catégorie (goluboy ou siniy). Les anglophones ne répondaient pas plus rapidement dans l’une ou l’autre de ces conditions. Ces résultats suggèrent une influence des noms de couleurs sur une tâche de perception, en accord avec l’hypothèse de Sapir-Whorf.

### Cas du genre

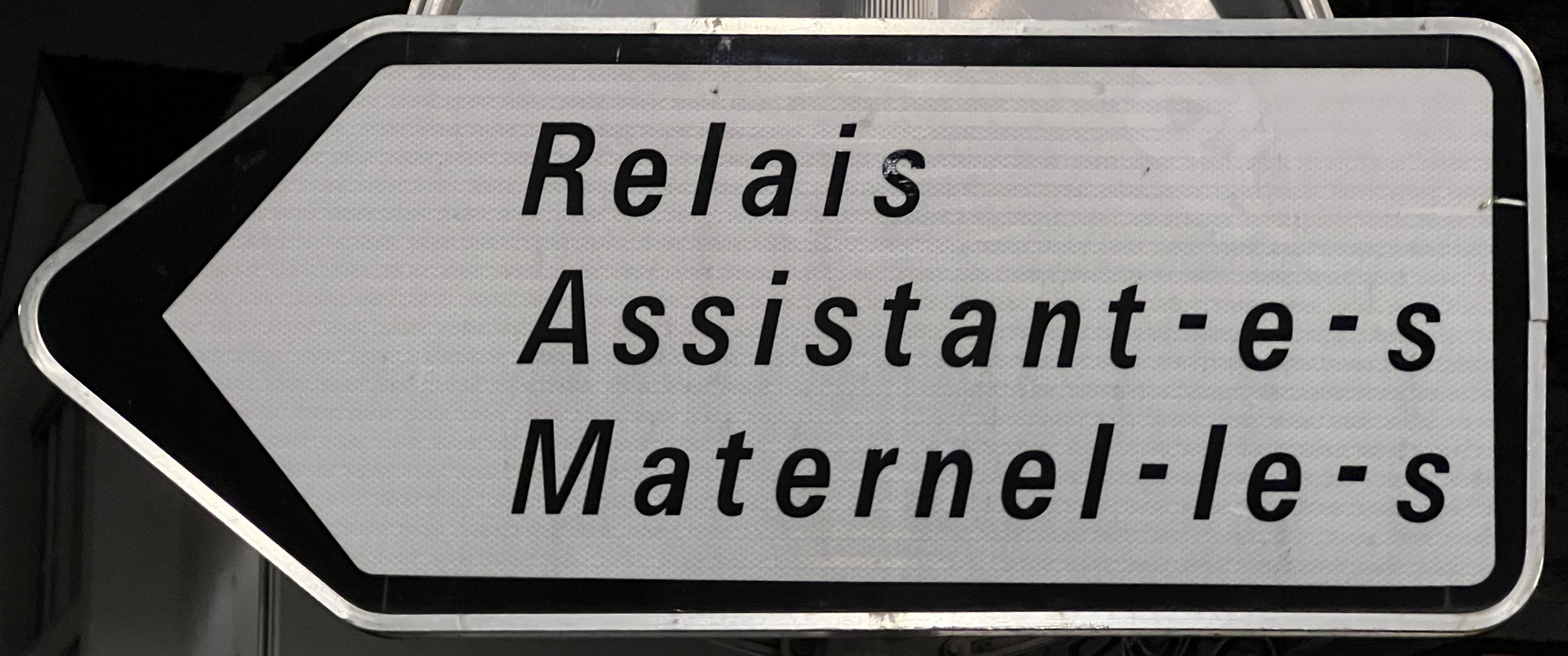
L'écriture inclusive en français, tentative de langage épicène.

L’hypothèse selon laquelle le langage influe sur la pensée, et de là sur la société, est centrale chez les tenants du langage épicène, qui cherchent à promouvoir un langage plus neutre du point de vue du genre afin d’oeuvrer pour une plus grande égalité entre les femmes et les hommes dans la société. Des études en psychologie et en linguistique ont été menées pour tester la validité de cette hypothèse appliquée au genre. Parmi elles, on peut citer une étude menée en 2013 par Sato et al.,  sur la façon dont les locuteurs francophones et les locuteurs anglophones interprètent les référents pour des noms de métier au pluriel (par exemple,  « les assistants sociaux » et l’équivalent anglais the social workers). Le français et l’anglais diffèrent dans leur système linguistique de genre : le français est une langue à « genre grammatical », qui utilise la même forme pour le masculin et pour les formes neutres, notamment pour les groupes mixtes (cf. la règle mal nommée du « masculin qui l’emporte ») ou encore les entités de genre inconnu ; alors que l’anglais est une langue à « genre naturel », qui n’associe pas de genre grammatical à ses noms et utilise des formes épicènes pour renvoyer à des groupes mixtes. Les résultats de l’étude de Sato et al. (2013) suggèrent que ces différences au niveau de la structure des langues mènent à des différences d’interprétation dans les deux langues, en accord avec l’hypothèse de Sapir-Whorf[source secondaire nécessaire]. Les chercheurs observent que les locuteurs francophones ont tendance à interpréter les noms de métier présentés dans l’étude sous la forme masculine générique comme référant à des groupes d'hommes, même quand le métier en question est associé à un stéréotype féminin (par ex. « les assistants sociaux »). Le genre grammatical affecte donc l'interprétation. Les anglophones, quant à eux, rendent compte des stéréotypes dans leurs réponses ; c’est-à-dire que quand le stéréotype est masculin, ils privilégient les formes masculines et vice-versa pour les formes féminines[réf. souhaitée].

## Conclusion
L'hypothèse de Sapir-Whorf se révèle être la prise en compte du problème posé par la variabilité des représentations et des catégorisations du monde dans les langues, introduit en linguistique par W. von Humboldt, problème immédiatement perçu par les traducteurs.
Concevoir la variabilité du découpage du réel par les langues comme interne au système (structuralisme) permet à Saussure d'en tirer le principe de l'arbitraire du signe. Au contraire, la prise en compte de cette observation (hypothèse de Sapir-Whorf) dans une linguistique de la production du sens permet d'illustrer la notion de logosphère, qui est la représentation du réel dans le lexique. Cette notion nous rappelle que l'accès au réel, jusque dans nos perceptions, ne se fait que par l'intermédiaire de sa représentation et de son interprétation. L'hypothèse de Sapir-Whorf est le constat de l'action de cette logosphère.

« […] Le lexique n'est pas une nomenclature de dénominations qui désigneraient les mêmes êtres et les mêmes objets à travers le monde, le temps, les milieux sociaux... Il est la sommation d'actes de parole conjoncturels, d'actes de nominations […] [dans lesquels] s'expriment des points de vue, par définition relatifs, et dont la relativité linguistique constitue un des aspects »

— Détrie, Siblot, Vérine

## Citations
- « The basic tool for the manipulation of reality is the manipulation of words. If you can control the meaning of words, you can control the people who must use the words. » Philip Kindred Dick
(L'outil de base pour manipuler la réalité est la manipulation des mots. Si l'on est capable de contrôler le sens des mots, on est capable de contrôler les gens qui ont à s'en servir)
- « Quand les hommes ne peuvent plus changer les choses, ils changent les mots », Jean Jaurès[23]

## Culture populaire

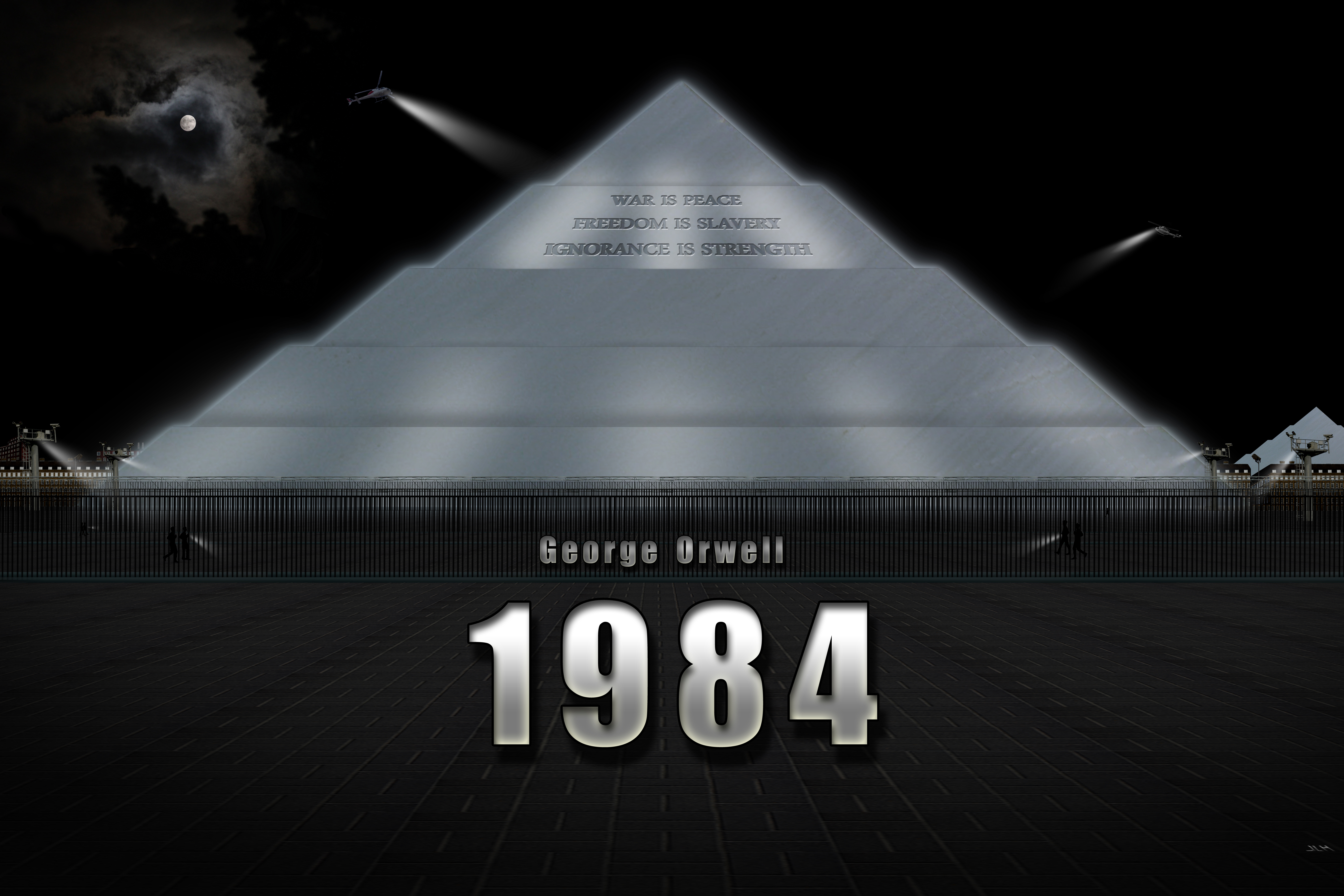
Représentation du ministère de la Vérité (Miniver en novlangue).

Outre ces recherches empiriques sur des cas précis dans le domaine de la linguistique, l'hypothèse de Sapir-Whorf rencontre également un écho important dans la culture populaire. En effet, le lien entre langage et pensée est manifeste autant en philosophie que dans le monde de la culture.
Dans la littérature anglophone, on retrouve divers exemples tels que George Orwell qui exploitera cette idée dans son roman 1984, Jack Vance, dans Les Langages de Pao (en) et Samuel Delany, dans Babel 17. Dans 1984, un pouvoir totalitaire modifie le langage officiel pour que les pensées le mettant en question ne soient à terme pas même exprimables (voir Novlangue). Dans Les Langages de Pao, les diverses castes de la planète Pao se voient enseigner un langage les rendant plus performantes dans leur spécialité professionnelle, ce qui leur permet de surclasser leurs concurrents d'autres mondes. Dans Babel 17, le langage ne contient pas le concept de « soi », ni de personnalité, ce qui rend impensable autre chose que l'obéissance là aussi à un pouvoir central.
Au cinéma, l'hypothèse de Sapir-Whorf est exploitée dans le film Premier Contact de Denis Villeneuve, sorti en 2016, où le personnage principal, une linguiste, acquiert les capacités cognitives d'extraterrestres venus sur Terre dès lors qu'elle parvient à déchiffrer leur langue. Ce film adapte la nouvelle L'Histoire de ta vie (Story of Your Life) de Ted Chiang, parue en 1998.